# District de Qingyang
Pour les articles homonymes, voir Qingyang (homonymie).
Le district de Qingyang (chinois : 青羊区 ; pinyin : Qīngyáng qū) est un district urbain de la ville sous-provinciale de Chengdu, capitale de la province du Sichuan en Chine.

## Démographie
La population du district est d'environ 460 000 habitants.

### Sources
- (zh) Page descriptive (Phoer.net)